# Гельфрейхи
Гельфрейхи (нем. Helffreich) — дворянский и баронский род вюртембергского происхождения.

## Происхождение и история рода
Известен с XVI века, в Лифляндии с 1580 года (сохранились сведения о Мельхиоре Гельфрейхe). В 1680 году род получил шведское дворянство, а в 1738 баронский титул в Австрии. В Российской империи внесен в эстляндский (1746) и лифляндский (1747) рыцарские матрикулы, а также в 6-ю часть дворянской родословной книги Новгородской губернии. 

## Известные представители
- Bernhard Johann von Helffreich (1712—1784)
  - Гельфрейх, Карл Борисович (1759—1827) — российский военачальник, генерал-майор.
  - Гельфрейх, Егор Борисович (1767–1834) — капитан русской императорской армии.
  - Гельфрейх, Богдан Борисович (Gotthard August; 1776—1843) — российский военачальник, генерал-лейтенант, герой Отечественной войны 1812 года.
    - Гельфрейх, Александр Богданович (Alexander Georg; 1826—1908) — российский военачальник, генерал от инфантерии.
    - Гельфрейх, Богдан Богданович (Ernst Gustav Gerhard; 1830—1870) — полковник.

- Гельфрейх, Богдан Богданович (Gotthard Johann; 1752—1807).
  - Bernhard Ludwig Johann von Helffreich (1780—1807).
  - Гельфрейх, Егор Иванович (Karl Georg; 1788—1865) — российский военачальник, генерал от кавалерии.
    - Гельфрейх, Михаил Егорович (Michail Viktor; 1825—?) — действительный статский советник.
    - Гельфрейх, Константин Егорович (Konstantin Alexander; 1839 — после 1900) — действительный статский советник (с 1895).

- Гельфрейх, Фёдор Карлович (Friedrich Adam; 1765—1841) — действительный статский советник (с 1811).
- Гельфрейх, Егор Борисович (1809—1869) — российский военачальник, генерал-майор.
- Гельфрейх, Фёдор Борисович (1813 — после 1865) — российский военачальник, генерал-майор.
- Гельфрейх, Владимир Георгиевич (1885—1967) — российский советский архитектор.
- Гельфрейх, Павел Оскарович  (1862—1921) — российский военачальник, генерал-лейтенант[2].

## Описание герба
В щите, расчетверённом на чернь и золото, стоящий на зелёной почве натурального цвета слон с поднятым хоботом.
На щите дворянский коронованный шлем. Нашлемник: рога буйвола, правое чёрно-золотое, левое золото-чёрное, с золотыми и чёрными страусовыми перьями на концах. Намёт на щите чёрный, подложенный золотом.